# Cinóbervörös szemcsésgomba
A cinóbervörös szemcsésgomba (Cystodermella cinnabarina) a csiperkefélék családjába tartozó, Eurázsiában és Észak-Amerikában honos, inkább fenyvesekben élő, nem ehető gombafaj. 

## Megjelenése
A cinóbervörös szemcsésgomba kalapja 3-8 cm széles, eleinte félgömb alakú, majd domborúan vagy harangszerűen, idősen majdnem laposan kiterül. Felszíne száraz; finom szemcsék, pikkelykék borítják. Színe cinóbervörös, rozsdás-cinóbervörös vagy narancsbarna. Szélén fehér burokmaradványok lehetnek. A kalapbőr kálium-hidroxiddal sötétlila vagy fekete színreakciót ad. 
Húsa fehéres vagy halványbarnás-vöröses. Szaga és íze nem jellegzetes vagy kissé lisztes. 
Sűrű lemezei tönkhöz nőttek, de idősen elválnak tőle. Színük fehér, fiatalon részleges burok védi őket. 
Tönkje 3-6 cm magas és max. 1,5 cm vastag. Alakja többé-kevésbé bunkós. Felszíne a csúcsnál sima és fehéres vagy halvány fahéjszínű; a bizonytalan gallérzóna alatt cinóberszín pikkelyek, szemcsék borítják; ezek idősen lekophatnak. 
Spórapora fehér. Spórája elliptikus, sima, inamiloid, mérete 4-5 x 2,5-3 µm. 

### Hasonló fajok
A rozsdás szemcsésgomba, a sárga szemcsésgomba, a csalóka szemcsésgomba, a borvörös szemcsésgomba vagy a rozsdasárga szemcsésgomba hasonlíthat hozzá. 

## Elterjedése és termőhelye
Eurázsiában és Észak-Amerikában honos. Magyarországon ritka.
Fenyvesekben, ritkán lomberdőkben található meg az avaron, moha között, néha erősen korhadó fatönkökön, inkább savanyú talajon. Júliustól novemberig terem. 

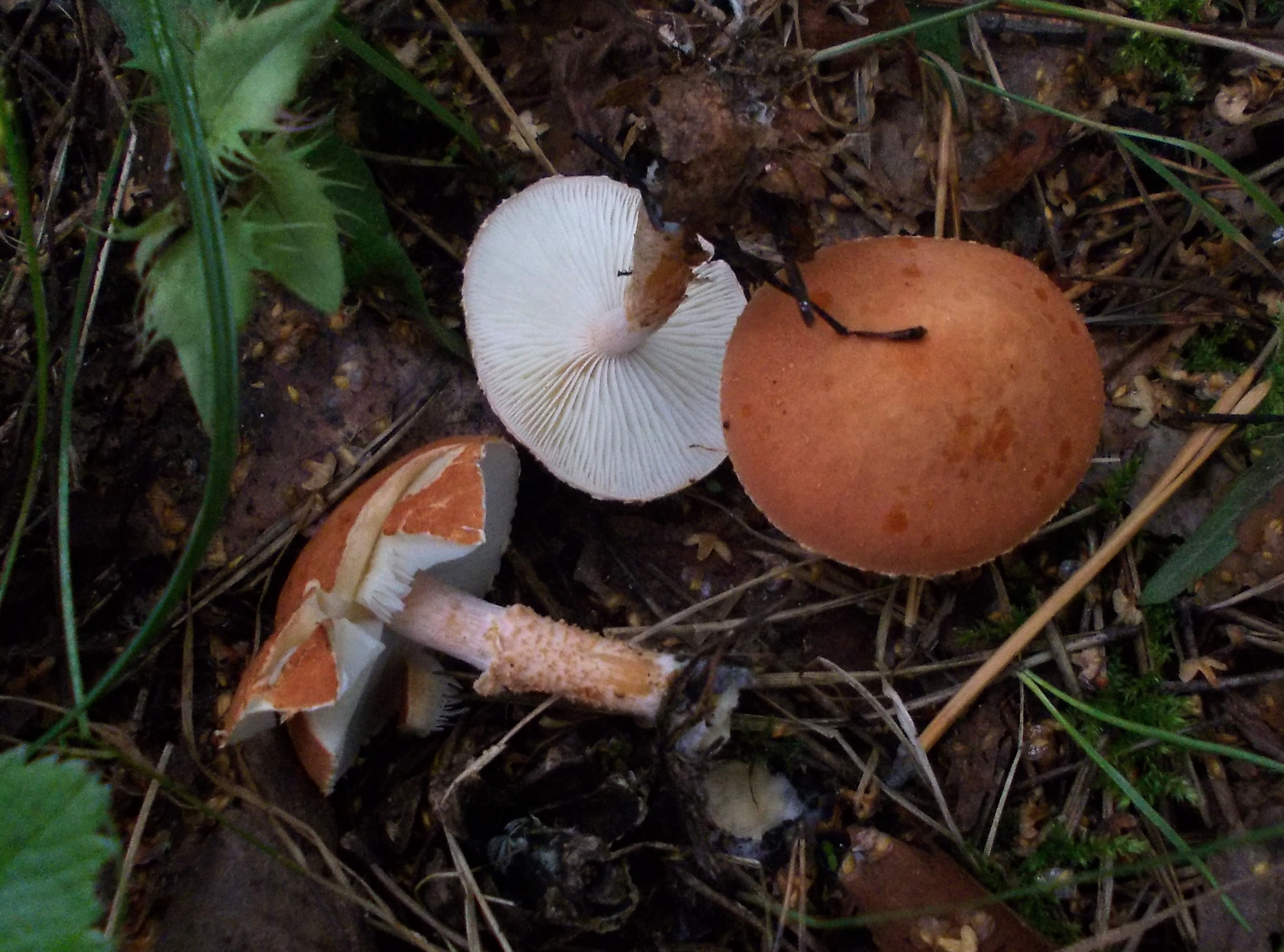
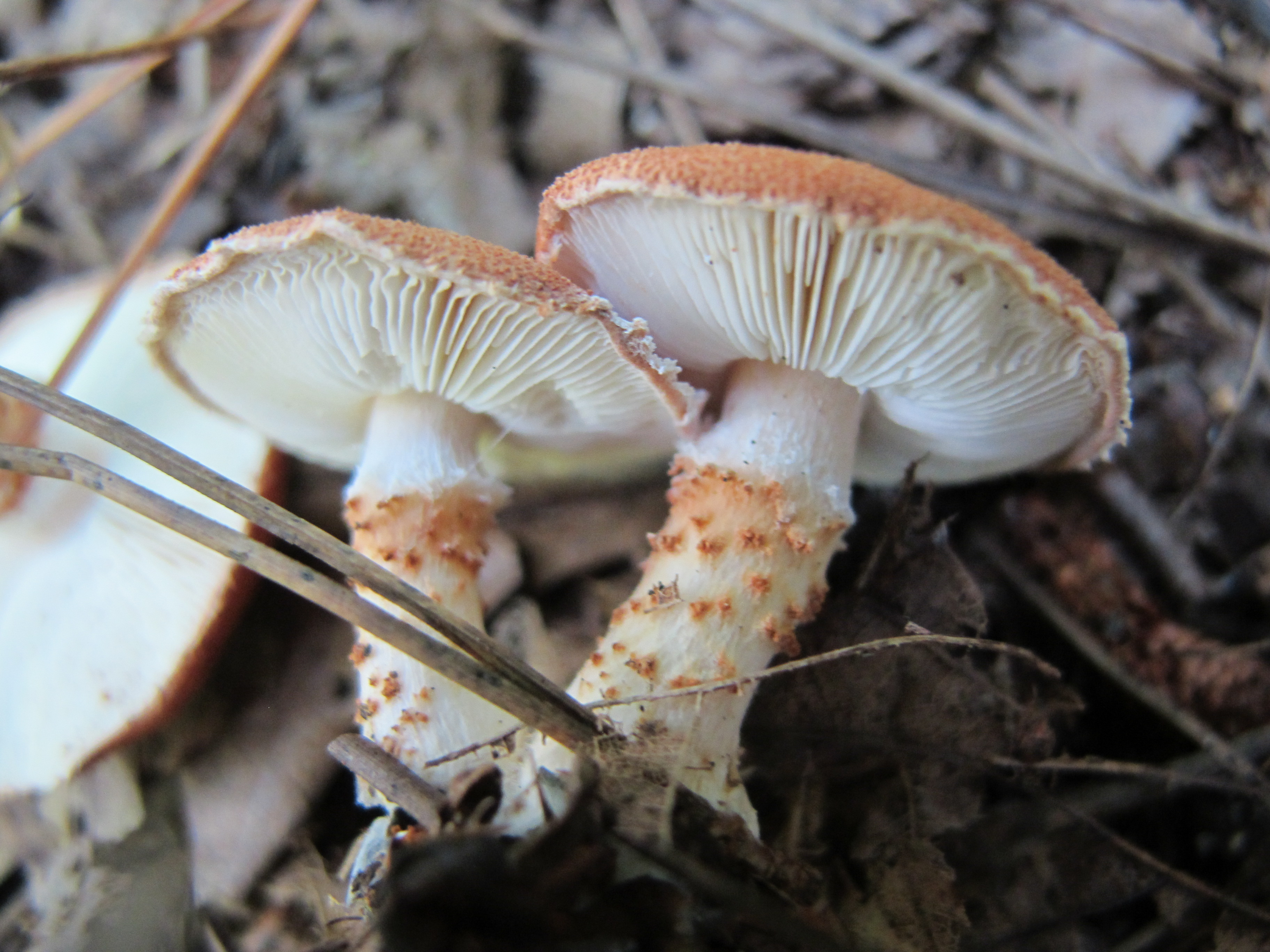
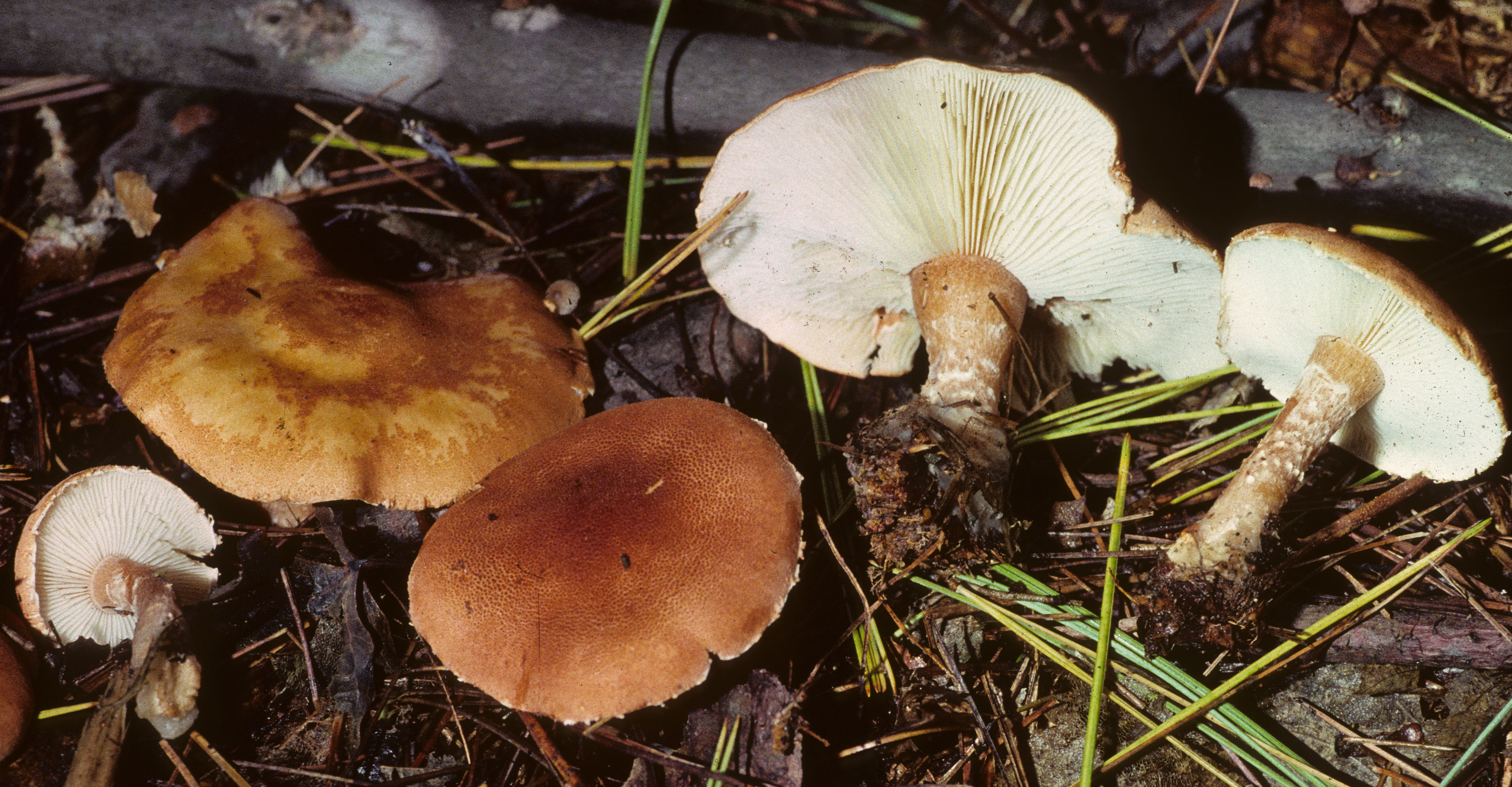
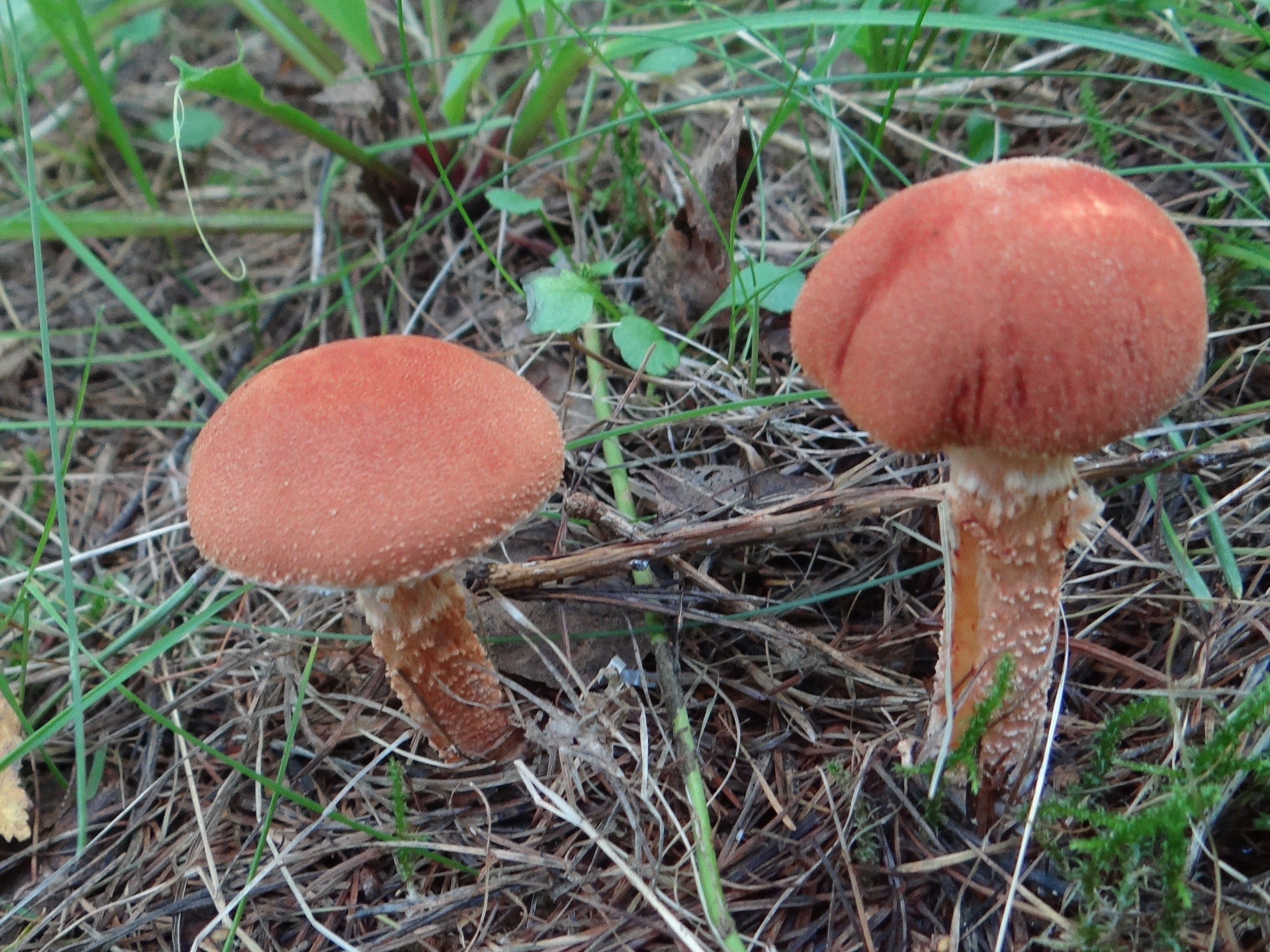
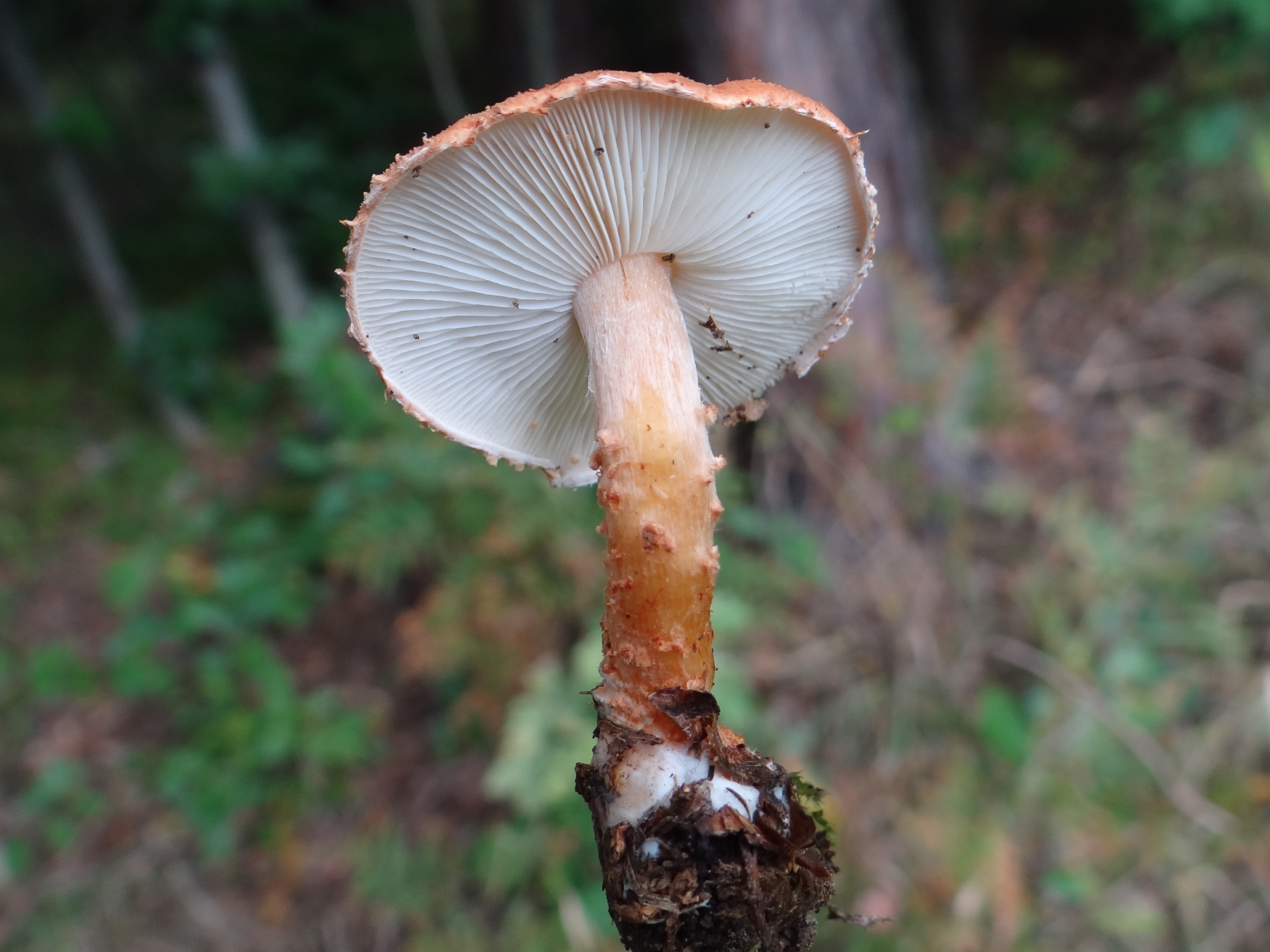

Nem ehető.    